# Tōin Kinkata
Tōin Kinkata (洞院公賢, [[[1291]] – 1360] Erro: {{japonês}}: texto da transliteração contém caractere não latino (pos 19) (ajuda)) membro da Corte durante o final do período Kamakura e início do período Nanboku-chō da História do Japão.

## Vida
Este membro do Ramo Tōin do Clã Fujiwara foi filho do Sadaijin Tōin Saneyasu.

## Carreira
Serviu os seguintes imperadores: Imperador Fushimi (1294-1298); Imperador Go-Fushimi (1298-1301); Imperador Go-Nijo (1301-1308); Imperador Hanazono (1308-1318); Imperador Go-Daigo (1318-1339).  
Kinkata ingressou na corte em 1294 no governo do Imperador Fushimi. Em 1298 foi transferido para o Kurōdodokoro do Imperador Go-Fushimi. No governo do Imperador Go-Nijo foi nomeado Sachūben (controlador intermediário do gabinete do Sadaijin) entre 1306 e 1308, em seguida no governo do Imperador Hanazono foi nomeado Sadaiben (Administrador dos Ministérios da Esquerda) e em 1309 promovido a Sangi.
Em 1310 ele foi nomeado Chūnagon, e em 1314 promovido a Gondainagon (Dainagon substituto) em 1318. Entre 1318 e 1326 durante o governo do Imperador Go-Daigo foi nomeado Tōgūbō (春宮坊, tutor do príncipe herdeiro). Neste mesmo ano se tornou pai adotivo de Ano Yasuko, consorte de Go-Daigo. Em 1325 foi efetivado como Dainagon.
 Kinkata foi nomeado Naidaijin em 1330, mas com a derrubada de Go-Daigo em 1331, decidiu renunciar. Somente após a queda do Shogunato Kamakura e o início da Restauração Kenmu em 1333, em que Kinkata volta a assumir cargos administrativos, ocupando seu antigo cargo de Naidaijin. Em 1335 foi promovido a Udaijin e colaborou com o Príncipe Imperial Noriyoshi (futuro Imperador Go-Murakami), mas depois de sua derrota pelas mãos de Ashikaga Takauji e a queda da Restauração Kenmu, Kinkata jurou fidelidade ao Hokuchō (Corte do Norte) e ao Imperador Kōgon. Com isso, manteve sua posição de Udaijin até 1337. Foi promovido Sadaijin em 1343 (até 1346) e, em seguida a Daijō Daijin de 1348 a 1350. Kinkata tornou-se muito hábil nos assuntos da Corte Imperial e foi conselheiro para outros nobres (kuge) e até mesmo consultor para o imperador.
Em 1351 foi nomeado negociador para a unificação das Cortes durante o Incidente Kanno e e conseguiu, apesar de que por pouco tempo, que ocorresse a Unificação Shohei, onde o Imperador Suko foi deposto como condição para a unificação. Em 1353, logo após a quebra da Reunificação, o Imperador Go-Kōgon (irmão do Imperador Suko) ascende ao trono e Kinkata temendo represálias, foge para a província de Mino, de onde posteriormente se juntou ao (Nanchō) (Corte do Sul) no ano seguinte. Ele abandonou sua vida na corte e tornou-se um monge budista (bhikkhu) em 1359 passando a se chamar Nakazono e morreu no ano seguinte.

Deixou dois filhos Tōin Sanenatsu e Tōin Saneyo sendo que o último tornou-se seu herdeiro.
 
| Precedido por Tōin Saneyasu               | -- 4º Líder dos Tōin Fujiwara 1327 - 1359         | Sucedido por Tōin Sanenatsu                                  |
| Precedido por Koga Nagamichi              | Daijō Daijin (Nanchō) 1353 - 1354                 | Sucedido por Saionji Kinshige                                |
| Precedido por Koga Nagamichi              | Daijō Daijin (Hokuchō) 1348 - 1350                | Sucedido por Koga Michimasa                                  |
| Precedido por Kujō Michinori              | Sadaijin (Hokuchō) 1343 - 1346                    | Sucedido por Nijō Yoshimoto                                  |
| Precedido por Takatsukasa Fuyunori        | Udaijin (de Hokuchō a partir de 1336) 1335 - 1337 | Sucedido por Kujō Michinori (Hokuchō) Nijō Moromoto (Nanchō) |
| Precedido por Nakanoin Michiaki (Hokuchō) | Naidaijin 1333 - 1334                             | Sucedido por Yoshida Sadafusa                                |
| Precedido por Koga Nagamichi              | Naidaijin 1330 - 1331                             | Sucedido por Ōmiya Suehira (Hokuchō)                         |